# Tomomi Nishimoto
Tomomi Nishimoto  (西本 智実?, Nishimoto Tomomi) (Ōsaka, 22 aprile 1970) è una direttrice d'orchestra e regista teatrale giapponese.

## Biografia
Nishimoto ha sviluppato interesse per la musica grazie a sua madre, cantante e insegnante privata di pianoforte, che le ha insegnato a suonare dall'età di tre anni e l'ha ispirata a diventare musicista. Ha studiato nella propria città natale frequentando le scuole superiori nel quartiere di Imamiya e poi laureandosi nel 1994 in Composizione presso il Conservatorio di Ōsaka; successivamente ha proseguito gli studi musicali presso il Conservatorio di San Pietroburgo.
Durante gli anni al Concervatorio di Ōsaka ha avuto esperienze da vice-direttrice, ma la prima vera direzione autonoma è avvenuta nel 1998 alla guida dell'Orchestra sinfonica di Kyōto; successivamente ha diretto varie orchestre in tutto il mondo, a partire dall'Orchestra filarmonica di San Pietroburgo nel 1999.

### Vita privata
Nishimoto è alta 167,5 cme nel tempo libero le piace guidare e rilassarsi nelle onsen (sorgenti termali).